# Circondario di Groß-Gerau
Il circondario di Groß-Gerau è uno dei circondari dello stato tedesco dell'Assia.
Fa parte del distretto governativo di Darmstadt.

## Città e comuni
(Abitanti al 31 dicembre 2022)
| Comuni del circondario | Città 1. Gernsheim (11 024) 2. Ginsheim-Gustavsburg (16 960) 3. Groß-Gerau (26 418) 4. Kelsterbach (17 375) 5. Mörfelden-Walldorf (35 291) 6. Raunheim (16 542) 7. Riedstadt (24 209) 8. Rüsselsheim am Main (67 277) | Comuni 1. Biebesheim am Rhein (6 675) 2. Bischofsheim (13 176) 3. Büttelborn (14 992) 4. Nauheim (10 840) 5. Stockstadt am Rhein (6 333) 6. Trebur (13 196) |